# Komos
Un komos ou comos (en grec ancien κῶμος / kỗmos, ou en latin comus, nom de la divinité latine des réjouissances) était une procession rituelle festive dans la Grèce antique, du nom de la divinité qui présidait aux festins, aux réjouissances nocturnes, ainsi qu'à la parure des femmes et des jeunes gens, et plus généralement aux excès. Si on peut le définir comme un groupe d'hommes en mouvement célébrant un événement communautaire, les pratiques précises que recouvre ce terme (bien attesté dans la littérature antique) restent floues.
Dans la littérature archéologique et iconographique, le komos désigne généralement un cortège bruyant et festif de buveurs accompagnés de musiciennes, caractéristique dans les représentations de banquets et fêtes dionysiaques. Cette procession pourrait puiser ses origines dans une fête de la nature dédiée à Dionysos et sa suite lors des vendanges. Figurant régulièrement sur les vases attiques dès le VIe siècle av. J.-C., il semble progressivement perdre sa valeur rituelle pour devenir un divertissement privé.
Les participants au komos sont appelés des comastes et les manifestations d'ivresse sont dites comastiques ou bien orgastiques.

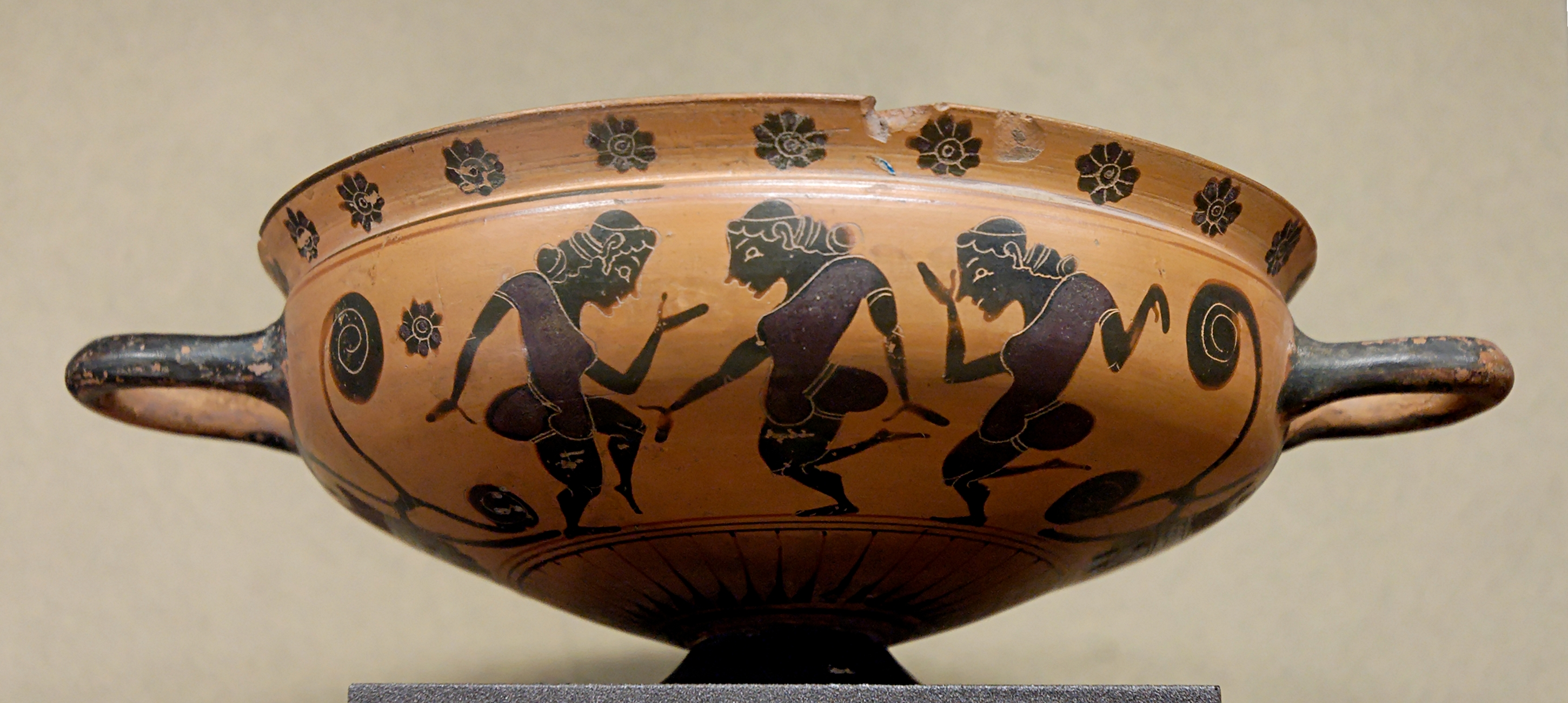
Scène de komos : danseurs d’un kylix attique à figures noires, Coupe des Comastes. Athènes, v. 575-565 av. J.-C. Louvre

## Étymologie
Marcello Durante a rapproché le κῶμος / kỗmos du nom indo-iranien de la « proclamation qualifiante » *ċámsa- auquel se rattache aussi le latin censēre,.

## Personnification
En tant que personnification, Comos est une des divinités mineures faisant partie du cortège de Dionysos, comme Silène. Son équivalent latin est Comus.
Comos (la bonne Chère) est le frère de Coros (la Satiété), Hérodote les faisant naître tous deux d'Hybris (la Démesure).

## Le komos, expression de sociabilité
Il s'agissait d'une expression de sociabilité non limitée aux pratiques religieuses publiques, comme les Dionysies, les Phallophories et autres célébrations reliées à l'important culte de Dionysos ; mais elle présentait parfois une forme de rituel privé, en participant à des festivités comme les célébrations nuptiales et était étroitement lié à d’importantes pratiques sociales comme le banquet. Dans ce domaine, le komos donnait libre cours à l'envie de frénésie et de bombance qui faisait suite aux pratiques conviviales, celle-ci étant une importante composante de la vie sociale en Grèce antique. Dans tous les cas, cependant, comme le dit Jean-Pierre Vernant « [Dans la Grèce antique] il y a des formes et des degrés divers de sacré, plutôt qu'une polarité sacré-profane » et le religieux est aussi présent dans le komos.

## Sources

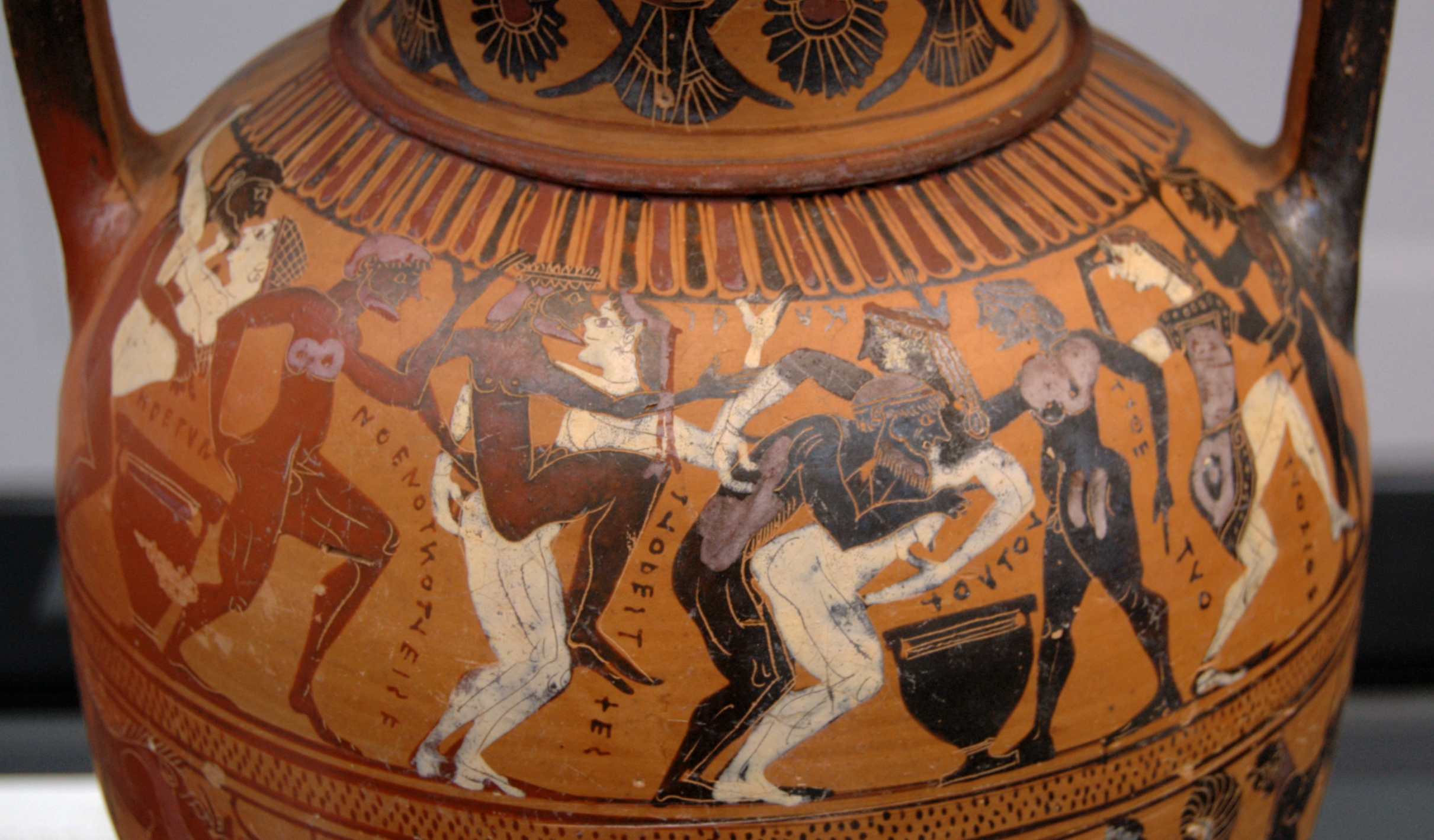
Scène de komos : comastes et hétaïres dans des positions explicites et acrobatiques, deux cratères au sol. Amphore à col attique à figures noires, v. 560 av. J.-C. Provenance : Vulci.

La variété des sources, qu'elle soit littéraire ou iconographique, n'éclaire pas la nature effective du komos. Le sens le plus fréquemment usité de nos jours désigne un cortège rituel de fête, comprenant parfois des chars, accompagné de chants et de musique (avec des instruments comme l'aulos, la lyre, la cithare), durant lequel les participants s’abandonnent, sur fond d’ébriété et d’allusions sexuelles, à des manifestations d’obscénités frénétiques et burlesques. Mais au-delà de cette représentation, on trouve des komos de diverses natures : komos nuptial, agonistique (introduisant la notion de jeu et de rivalité), de funérailles, de chasse, de victoire… À partir du IVe siècle av. J.-C., le terme semble n'avoir plus qu'une valeur dionysiaque (ou bacchique) et se référer à l'esprit d'un banquet, celui de Platon particulièrement.

### Sources littéraires
La mention la plus ancienne se trouve chez Hésiode (poète grec du VIIIe siècle av. J.-C.), qui semble suggérer une relation entre cette pratique et les festivités nuptiales.
Dans le célèbre Banquet de Platon, on peut lire la fameuse scène où Alcibiade fait une bruyante irruption, en fracasseur de porte, la tête ornée d’une guirlande, complètement ivre, accompagné de sa bande d'amis, au son d'un aulos (sorte de flûte - ou de hautbois - double, de l'antiquité grecque). Il est accueilli dans la maison d'Agathon (le poète) et réussit à apporter, dans cet état d’ébriété, un élément de fraîcheur et de vérité au beau milieu du banquet.
Toutefois il n'existe pas d'événement unique associable au komos. Pindare, par exemple, le décrit à l’intérieur des célébrations citadines. Démosthène le mentionne dans le premier jour du déroulement des Dionysies, à la suite de la procession rituelle et des chorèges (organisateurs). Dans ce contexte il semble se référer à un agôn (manifestation publique consistant en Jeux solennels, lors de cérémonies religieuses), en révélant donc une possible nature de compétition dans cet événement.
Démosthène, en outre, reprochera au beau-frère d’Eschine de ne pas avoir mis un masque, presque en suggérant qu'il était usuel d’en porter un pendant le komos, suggérant donc que la pratique du komos demande l’usage de costumes ou de quelques déguisements.
L’exécution de musique durant le komos est suggérée par Aristophane et Pindare.

### Sources iconographiques
Dans les représentations peintes sur poteries de la période archaïque, le pratiquant du komos, un amuseur de profession, est souvent montré drapé dans un chiton moulant. Plus tard, un petit groupe de céramiques de la fin de époque archaïque présente des comastes défilant en travesti, drapés en longs vêtements, la tête ornée de boucles d’oreilles, d’une couronne de rubans et, parfois, protégés d’une ombrelle (qui sont tous des symboles de féminité). Mais souvent aussi, au VIe siècle, les comastes sont représentés nus en train de danser et parfois accompagnés d'hommes ou/et de femmes vêtus.
Les Étrusques, grands assimilateurs de pratiques culturelles grecques, ont réinterprété ces ambiances comastiques, comme en témoignent les fresques provenant de la tombe de Tarquinia.

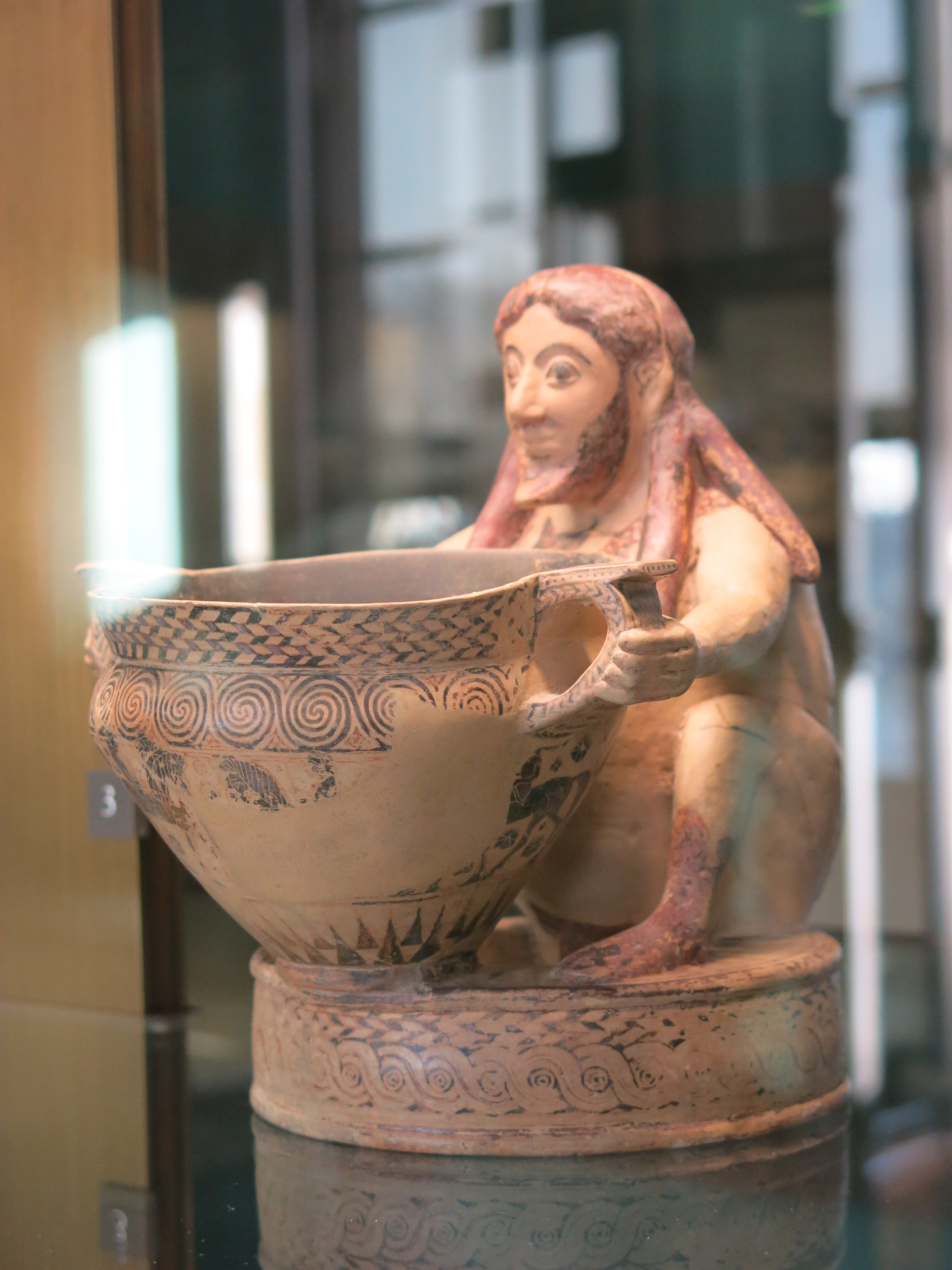
Vase cérémonial grec du avec un comaste, Paris, Musée du Louvre

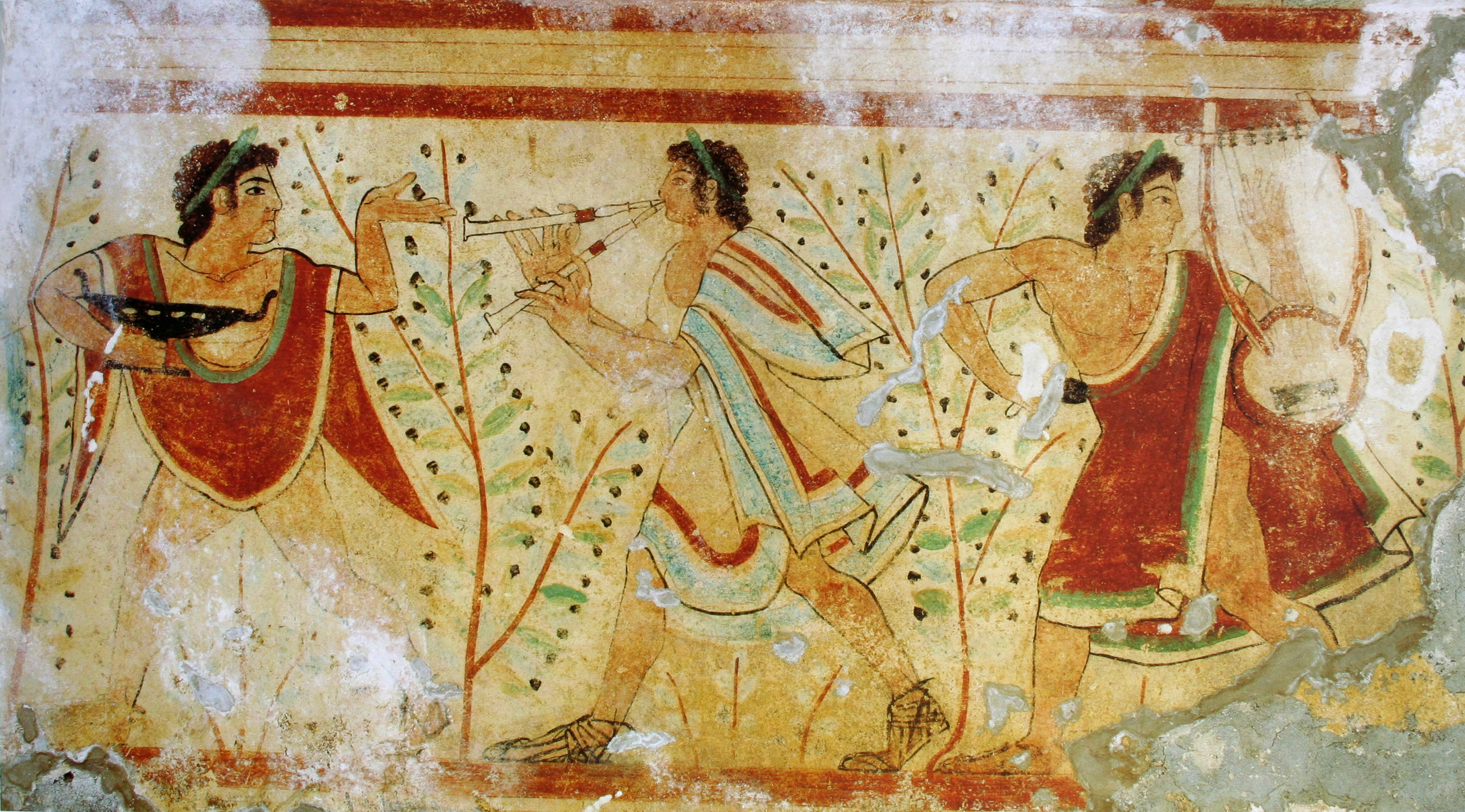
Cortège comastique de la Tombe des Léopards de Tarquinia.

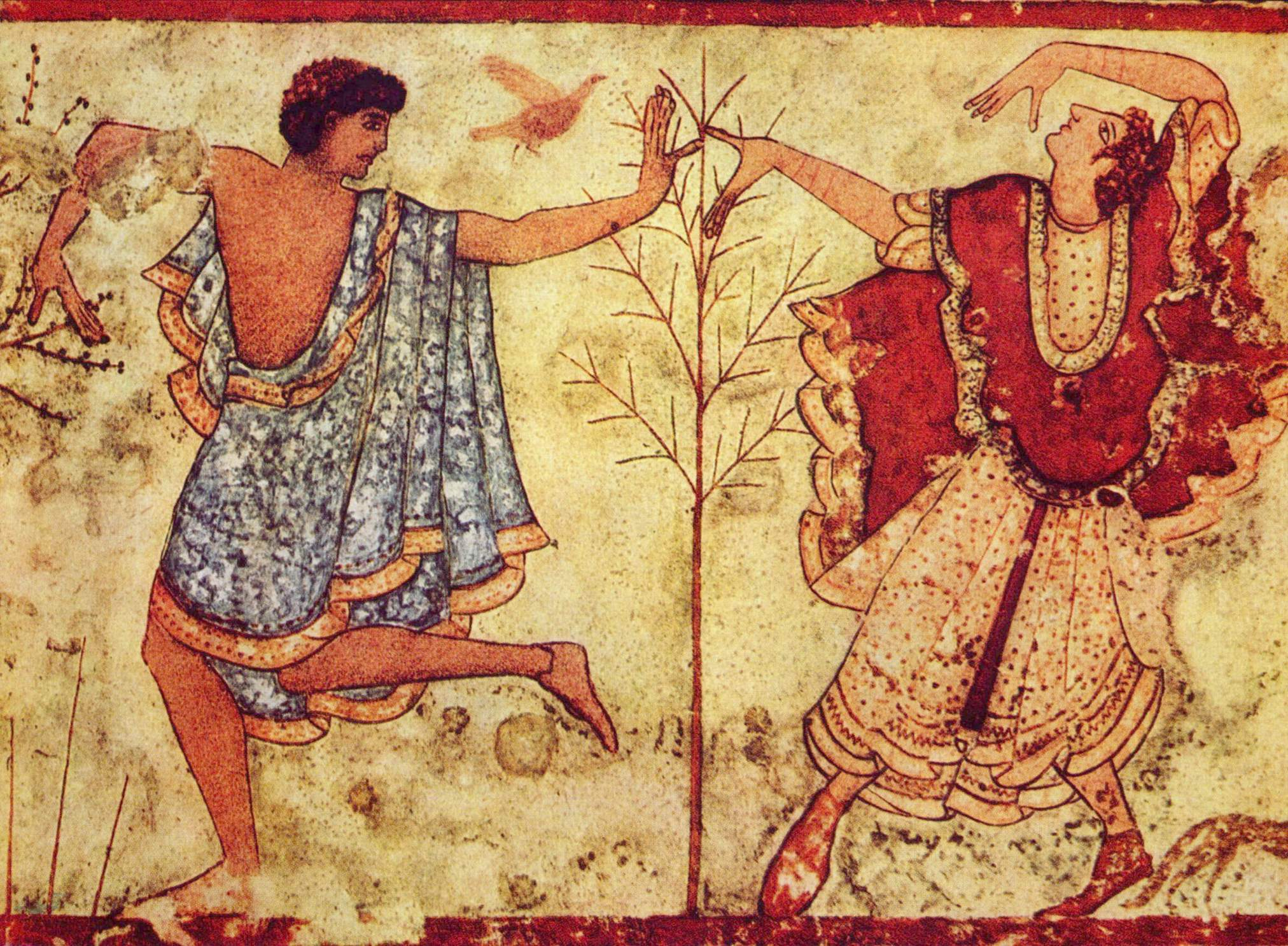
Scène de danse de la nécropole de Tarquinia.

## Rapports avec les expressions théâtrales

### Lekomoset la comédie
Quoique encore discuté, le lien de filiation entre le komos et la κωμῳδία (comédie) est largement accepté. Une telle relation est suggérée et confirmée par Aristote, comme en témoigne la dérivation étymologique de κωμῳδία, qui vient de κῶμος et ᾠδή / ôdế, « chant ».
Toutefois ce même Aristote, dans la troisième partie de l’œuvre, évoque aussi la tradition qui voudrait que le terme komoedia soit dérivé de kom, terme qui en dorien indique le village. Dans ce cas, les origines de la comédie seraient à rechercher dans les spectacles et dans les farces mimées de Mégare qui se déroulaient, justement, dans les villages. Toutefois, il reste encore à comprendre à travers quelles voies les formes expressives du « chant de bombance », ou de la pantomime, se sont développées dans la Comédie grecque antique, au cours des Dionysies du VIe siècle av. J.-C. La métamorphose de la farce, populaire et improvisée, en un véritable genre théâtral se serait réalisée en Sicile.

### Le komos et le chœur
Le komos doit être bien distingué des processions et du chœur grec de théâtre. Car si ce dernier était fondé sur des événements dictés par un scénario et placé sous la direction d'un coryphée, par contre, le komos était une manière de s'exprimer hors des schémas et de toute rigidité directoriale, sans scénario ni travail de répétitions.